# Natalija Burić
Natalija Burić (* 19. August 1988) ist eine kroatische Fußballspielerin.
Burić debütierte am 10. März 2007 in einem Freundschaftsspiel gegen Slowenien. Die Sloweninnen siegten dabei mit 3:0 Toren. Weitere Berufungen folgten bisher nicht.